# Molophilus (Molophilus) colobicus
Molophilus (Molophilus) colobicus is een tweevleugelige uit de familie steltmuggen (Limoniidae). De soort komt voor in het Oriëntaals gebied.